# Jacques-Julien Houtou de La Billardière
Jacques-Julien Houtou de La Billardière, né le 28 octobre 1755 à Alençon et mort à Paris le 8 janvier 1834, est un botaniste français.

## Biographie

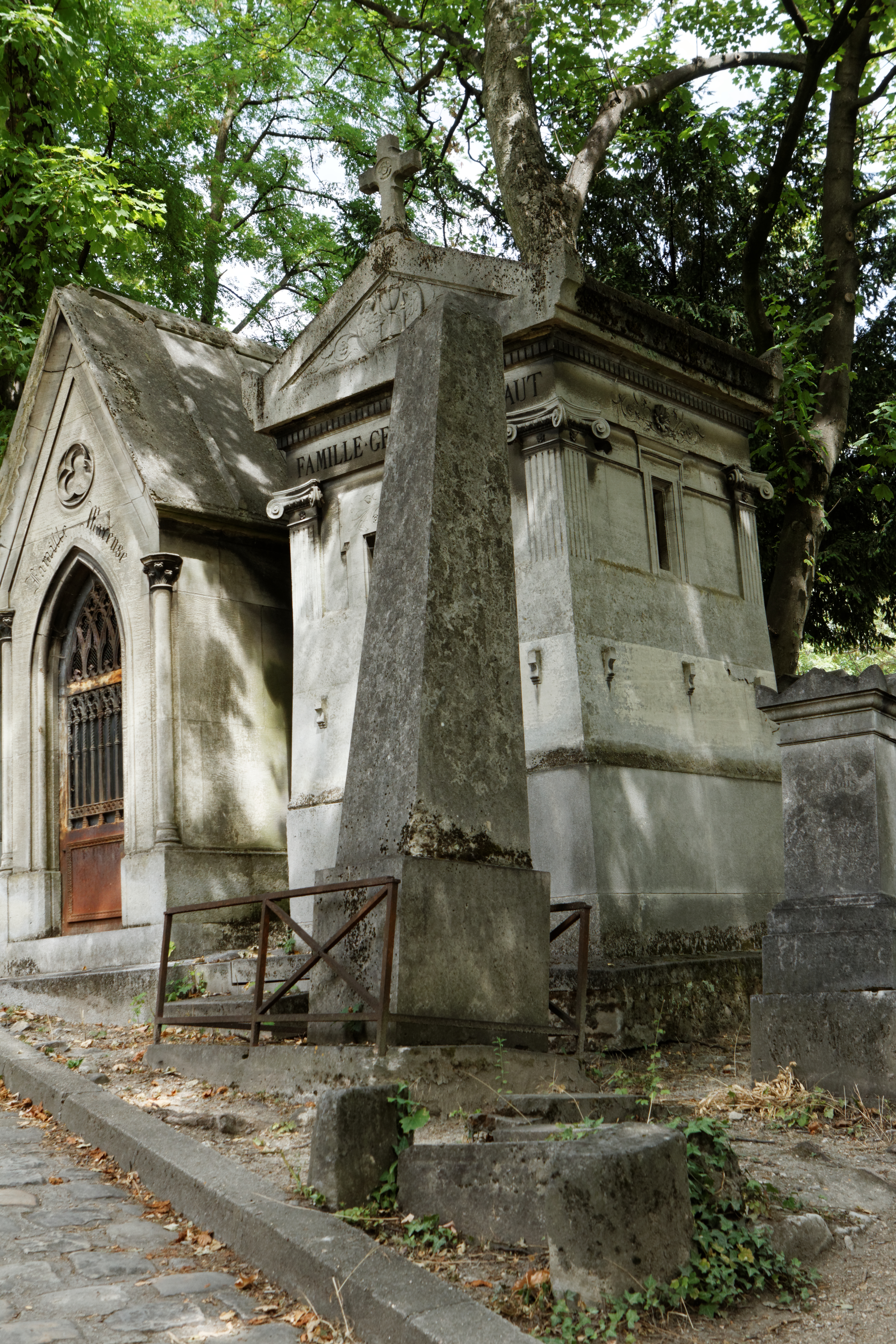
Tombe au cimetière du Père-Lachaise.

Après de bonnes études, faites dans le collège de sa ville natale, La Billardière étudie la médecine à Montpellier, où il suit les cours de botanique de Goüan et Reims et passe son doctorat en médecine à Paris en 1780. Il s’oriente vers l’histoire naturelle et, « À compter de cette époque, sa vie n’est plus qu’une suite presque non interrompue de voyages ou de recherches pour la botanique. »
Un premier voyage le conduisit en Angleterre, où il étudie, sous la direction de James Edward Smith (1759-1828) et de Joseph Banks (1743-1820), les riches herbiers recueillis, de presque tous les points du globe, par ce dernier lors du premier voyage de Cook.
De retour en France, il herborise, parcourant, sous la direction de Villars, les montagnes du Dauphiné, puis les Alpes piémontaises avec Bellardi et Balbi.
Soutenu par Le Monnier, il reçoit, en 1786, une mission du gouvernement français pour visiter Chypre, la Palestine et la Syrie. Arrêté en Syrie par la peste et la guerre, il se borne à explorer le mont Liban, où il trouva la fameuse forêt de cèdres réduite à une centaine d’arbres, recueillit des plantes, et fait des observations sur la culture et les mœurs des habitants druzes et maronites.
Il se livre aussi à des opérations de géométrie, et fixe la hauteur du sommet le plus élevé de la célèbre montagne du Sannin, à 1491 toises au-dessus de la mer. Le Liban, comme toutes ses montagnes très élevées, lui présenta tous les climats par ses diverses hauteurs et, par conséquent, les productions les plus variées. Ces climats superposés lui donnèrent au bas de la montagne les productions des pays chauds, au milieu celles des pays tempérés, près du sommet celles des pays froids. « Le Liban, répète-t-il d’après les poètes arabes, porte l’hiver sur sa tête, le printemps sur ses épaules, et l’automne dans son sein, pendant que l’été dort à ses pieds. »
La Billardière pousse ses courses jusqu’à Damas, et revient en France en visitant les îles de Candie, de Sardaigne, de Corse, dont il rapporte un grand nombre de plantes. À son retour, il commence la publication de ses travaux, classée par décades, sous le titre de : Icones Plantarum Syriæ rariorum descriptionibus et observationibus illustratæ ; Paris, 1791, in-4°, avec des figures de Redouté, travail qui ne sera achevé qu’en 1812.
Le 9 février 1791, l’Assemblée constituante décréte qu’une expédition serait faite pour la recherche de l’expédition de La Pérouse en Océanie. Placée sous les ordres de Bruny d’Entrecasteaux et de Huon de Kermadec, cette mission, chargée de tenter de retrouver  les vaisseaux la Boussole et l’Astrolabe, se composait des flûtes la Recherche et l’Espérance, montées par deux cent dix-neuf personnes : La Billardière obtint d’en faire partie.
Il prit passage sur la Recherche, et partit de Brest le 28 septembre 1791, abordant le 13 octobre à Ténériffe, visita son pic fameux, et en releva l’histoire naturelle. Le 17 janvier 1792, il relâcha au cap de Bonne-Espérance, où d’Entrecasteaux reçut un message de Saint-Félix, commandant la station des mers de l’Inde, lequel l’informait que le commodore anglais Hunter affirmait avoir vu des hommes en uniformes français dans les Îles de l’Amirauté. La Billardière met à profit le temps de son séjour au Cap pour explorer les montagnes de la Table, du Lion, Stellenbosch et leurs environs. Il s’avance même dans l’intérieur jusqu’à Fransche-Hoek, à la rencontre d'une colonie française de protestants émigrés en 1675.
Il enrichit ses collections de beaucoup de plantes peu connues ou mal décrites jusque-là. L'expédition appareille le 16 février. Au bout d'un peu plus de deux mois de navigation difficile les navires mouillent sur la côte de Van-Diemen, dans un port qui reçut le nom d’Entrecasteaux (23 avril 1792), La Billardière et les autres naturalistes font plusieurs excursions dans les terres.  Radoubés, les vaisseaux de l’expédition de secours effectuent une reconnaissance  du sud-ouest de l’Australie, de la Tasmanie, de la Nouvelle-Zélande. La Billardière, Claude Antoine Gaspard Riche (1762-1798) et Louis Ventenat (1765-1794) en profitent pour effectuer d’amples collections de spécimens zoologiques, botaniques et géologiques, et décrire les coutumes et les langues des aborigènes d’Australie.
L’expédition, après une longue et périlleuse navigation, après avoir perdu son chef et quatre-vingt huit hommes de ses équipages, aborde enfin en octobre 1793 à Java où, les guerres révolutionnaires ayant éclaté entre-temps, elle est déclarée prisonnière de guerre par les Hollandais, les vaisseaux capturés et les collections de La Billardière envoyées en Grande-Bretagne.
Détenu successivement à Samarang, puis à Batavia, La Billardière ne fut rendu à la liberté que le 9 germinal an III. Il peut alors gagner l’île de France, où il est reçu au jardin botanique de Pamplemousses par Nicolas Céré ; mais ses collections, contenant plus de quatre mille plantes, dont les trois quarts étaient d'espèces jusqu'alors inconnues, avaient été transportées en Angleterre. Son ancien maître, le célèbre Sir Joseph Banks (1743-1820) intercède en sa faveur et obtient des autorités britanniques qu’elles lui renvoient ses collections intactes : « J’aurais craint, disait-il, d’enlever à un homme une des idées botaniques qu’il était allé conquérir au péril de sa vie. »
En 1796, La Billardière revient à Paris où il avait été nommé correspondant de l’Académie royale des sciences. Le 18 août 1792, il est admis à l’Institut, en 1800, en remplacement de Lhéritier et s’occupa exclusivement de mettre en ordre ses matériaux et de publier le résultat de ses observations.
Lors de la campagne d’Italie, il est envoyé en Italie comme membre de la Commission des sciences et des arts, à la suite du général Bonaparte, afin d’enrichir les collections des musées nationaux. Il tire un récit de son voyage en Océanie : Relation du voyage à la recherche de La Pérouse (1799) qui deviendra un best-seller international. Il devient membre de l’Académie des sciences le 5 frimaire an IX. De 1804 à 1806, il publie Novae Hollandiae plantarum specimen, une description extensive de la flore d’Australie. Il a planté des Eucalyptus en 1804 à la Malmaison
Il s’intéresse également à la qualité de l’indigo et publie une étude relative à la mesure de la couleur de ce colorant : Colorimètre : description d’un colorimètre et du moyen de connaître la qualité relative des indigos (1827). Ami de Louis-Augustin Bosc d'Antic (1759-1828), d'André Michaux (1746-1803), il devint ami et correspondant de Jean-Marie Léon Dufour (1780-1865) et de Jean-Baptiste Bory de Saint-Vincent (1778-1846).

« Le trait dominant du caractère de M. de La Billardière était le goût ou plutôt la passion de l’indépendance. Pour être plus libre il vivait seul ; il s’était arrangé pour que tout dans sa vie ne dépendit que de lui : son temps, sa fortune, ses occupations ; ami sincère, mais d’une amitié circonspecte et toujours prête à s’effaroucher à la moindre apparence de sujétion. »

Son œuvre est honorée de plusieurs noms scientifiques, y compris le genre Billardiera, l'espèce de graminée Poa labillardieri, ou encore l'espèce Atraphaxis billardieri.
Il est inhumé au cimetière du Père-Lachaise (41e division).

## Publications
- [1791] Icones plantarum Syriae rariorum, Paris, Prévost (lire en ligne [sur biodiversitylibrary.org]).
- [1800] Relation du voyage à la recherche de La Pérouse, fait par ordre de l'Assemblée constituante pendant les années 1791, 1792 et pendant la 1re et la 2e année de la République françoise, t. 1, Paris, impr.-libr. H. J. Jansen, 442 p. (lire en ligne [sur gallica]).
- [1800] Relation du voyage à la recherche de La Pérouse, fait par ordre de l'Assemblée constituante pendant les années 1791, 1792 et pendant la 1re et la 2e année de la République françoise, t. 2, Paris, impr.-libr. H. J. Jansen, 332 + 114 p. (lire en ligne [sur mediatheques.quimper-bretagne-occidentale.bzh]).
- [1799] Atlas pour servir à la relation du voyage à la recherche de La Pérouse, fait par ordre de l'Assemblée constituante pendant les années 1791, 1792 et pendant la 1re et la 2e année de la République françoise, Paris, impr.-libr. H. J. Jansen, 44 p. (présentation en ligne, lire en ligne [sur mediatheques.quimper-bretagne-occidentale.bzh]).
- [1804] (la) Novae Hollandiae plantarum Specimen, t. 1 (2 t.), Paris, planches 1 à 142 (lire en ligne [sur gallica]).
- [1804] (la) Novae Hollandiae plantarum Specimen, t. 2 (2 t.), Paris, planches 143 à 265 + 130 p. (lire en ligne [sur gallica]).
- [1824-1825] (la) Sertum austrocaledonicum, Paris, Huzard.